# Orcaella
Orcaella är ett släkte av däggdjur som ingår i familjen delfiner (Delphinidae) och underfamiljen grindvalar.
Arter enligt Catalogue of Life och IUCN:
- Irrawadidelfin (Orcaella brevirostris), förekommer vid kusterna i Sydostasien, den hittas även i kustnära floder.
- Orcaella heinsohni, lever i havet norr om Australien och besöker likaså floder.

## Bildgalleri

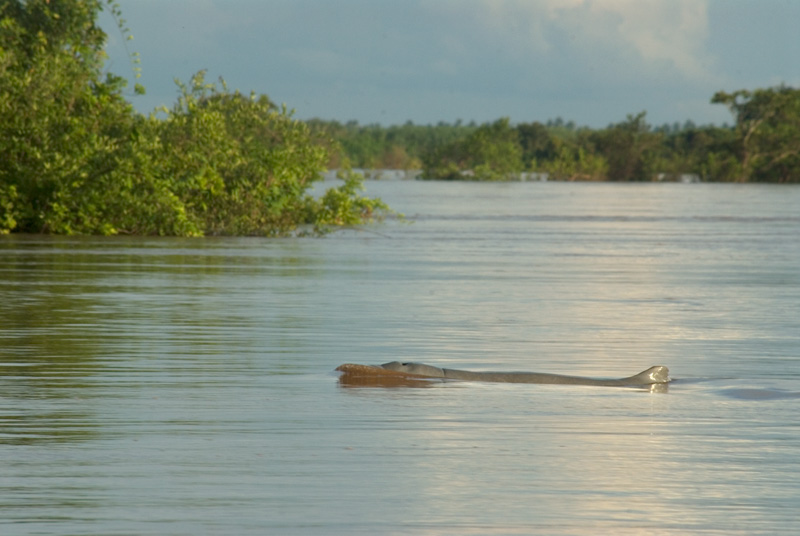
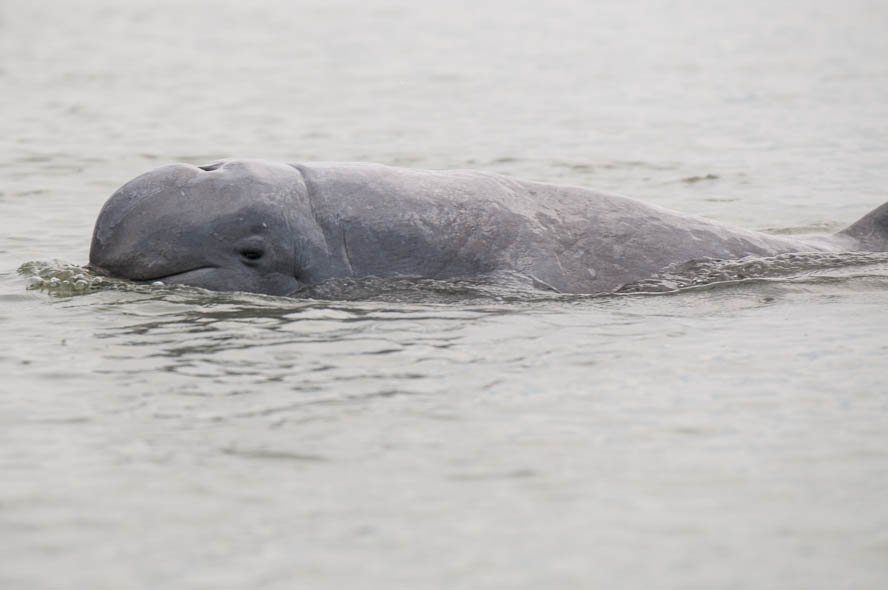
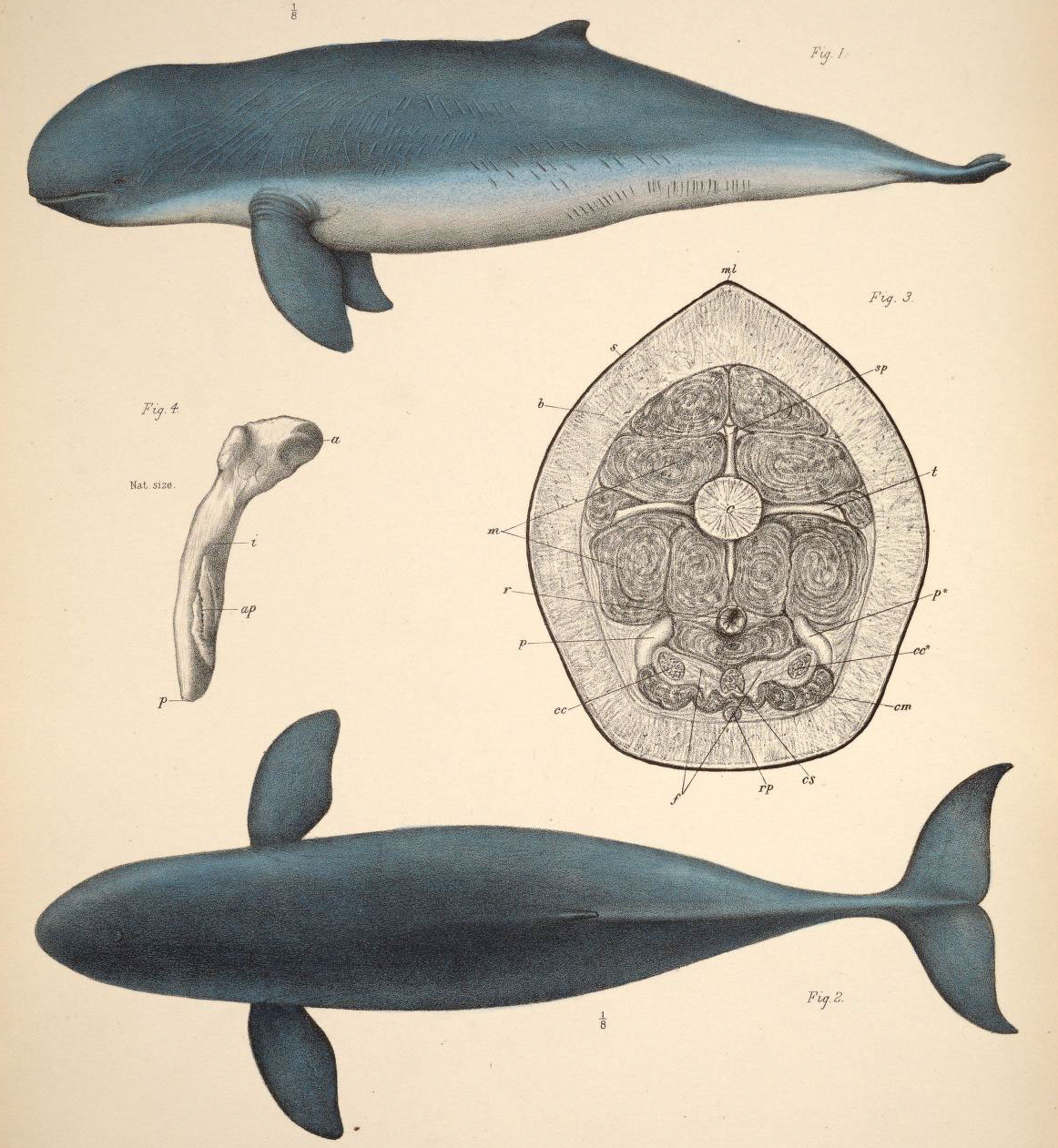
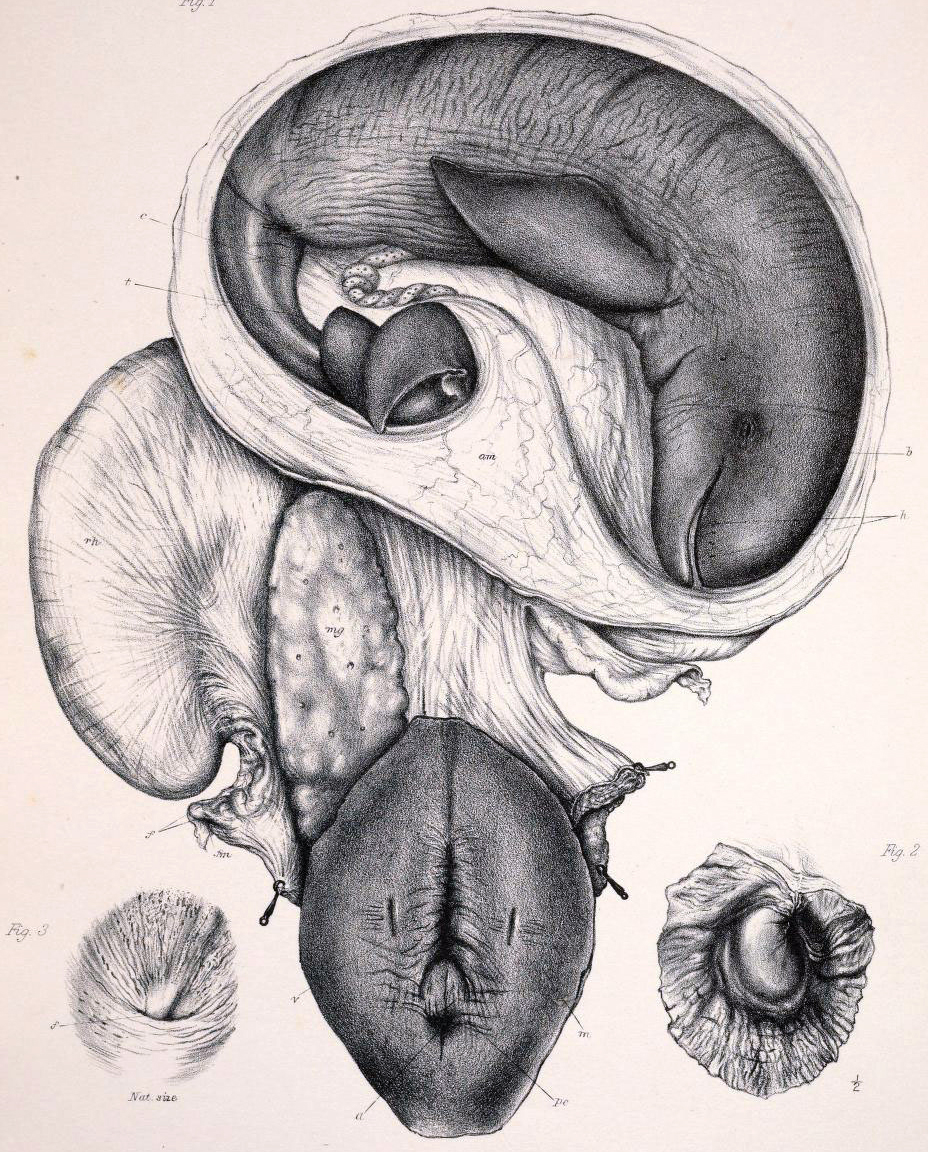